# SZTE Mérnöki Kar
A Szegedi Tudományegyetem Mérnöki Kar (rövid neve: SZTE MK) az egyetem műszaki, vidékfejlesztési, agrár- és élelmiszeripari képzéseket nyújtó intézménye.

## Történet
Magyarországon a felsőfokú élelmiszeripari szakemberképzést 1962-1970 között a Budapesten és Szegeden létesített felsőfokú élelmiszeripari technikumok végezték. Ezen élelmiszeripari technikumok összevonásával önálló főiskola létesült Élelmiszeripari Főiskola, Szeged elnevezéssel. A főiskola az élelmiszeripari technológus és a gépész, valamint folyamatirányítás üzemmérnökeinek képzési helye lett. 1998-tól a József Attila Tudományegyetem Szegedi Élelmiszeripari Főiskolai Karaként, 2000. január 1-től pedig a Szegedi Tudományegyetem szervezetéhez tartozó Szegedi Élelmiszeripari Főiskolai Kar néven működött. 2006-tól kezdődően a neve Szegedi Tudományegyetem Mérnöki Kar (rövidítése SZTE MK) és az SZTE SZÉF jogutódjaként működik.

## Képzési területek
- gépészmérnöki
- gazdasági és vidékfejlesztési agrármérnöki
- élelmiszermérnöki
- mezőgazdasági és élelmiszeripari gépészmérnöki
- műszaki menedzser
- általános gépész
- mechatronikai mérnöki

#### Szakirányú továbbképzések
- műszaki diagnosztikai és karbantartó szakmérnök
- élelmiszeripari higiénia szakmenedzser
- minőségügyi rendszermenedzser
- műszaki üzletkötő szakember/szakmérnök
- élelmiszer üzletkötő szakember/szakmérnök
- egészségügyi műszaki szakmérnök/szakmenedzser

#### Felsőfokú szakképzések
- gépipari mérnökasszisztens
- mechatronikai mérnökasszisztens

## Publikációk
- Analecta Technica Szegedinensia (2013–)
- Jelenkori társadalmi és gazdasági folyamatok (2007–)